# Henry E. Holt
| Asteroides descubiertos: 680 | Asteroides descubiertos: 680 |
| --- | ---------------------------- |
| (4502) Elizabethann | 29 de mayo de 1989           |
| (4544) Xanthus[1] | 31 de marzo de 1989          |
| (4581) Asclepius[1] | 31 de marzo de 1989          |
| (4642) Murchie | 23 de agosto de 1990         |
| (4643) Cisneros | 23 de agosto de 1990         |
| (4711) Kathy | 31 de mayo de 1989           |
| (4745) Nancymarie | 9 de julio de 1989           |
| (4955) Gold | 17 de septiembre de 1990     |
| (4958) Wellnitz | 13 de julio de 1991          |
| (5034) Joeharrington | 7 de agosto de 1991          |
| (5132) Maynard | 22 de junio de 1990          |
| (5134) Ebilson | 17 de septiembre de 1990     |
| (5185) Alerossi | 15 de septiembre de 1990     |
| (5235) Jean-Loup | 16 de septiembre de 1990     |
| (5261) Eureka[2] | 20 de junio de 1990          |
| (5290) Langevin | 30 de julio de 1990          |
| (5338) Michelblanc | 13 de septiembre de 1991     |
| (5406) Jonjoseph | 9 de agosto de 1991          |
| (5439) Couturier | 14 de septiembre de 1990     |
| (5442) Drossart | 12 de julio de 1991          |
| (5443) Encrenaz | 14 de julio de 1991          |
| (5444) Gautier | 5 de agosto de 1991          |
| (5445) Williwaw | 7 de agosto de 1991          |
| (5446) Heyler | 5 de agosto de 1991          |
| (5447) Lallement | 6 de agosto de 1991          |
| (5485) Kaula | 11 de septiembre de 1991     |
| (5519) Lellouch | 23 de agosto de 1990         |
| (5523) Luminet | 5 de agosto de 1991          |
| (5524) Lecacheux | 15 de septiembre de 1991     |
| (5584) Izenberg | 31 de mayo de 1989           |
| (5587) 1990 SB[3] | 16 de septiembre de 1990     |
| (5594) Jimmiller | 12 de julio de 1991          |
| (5595) Roth | 5 de agosto de 1991          |
| (5596) Morbidelli | 7 de agosto de 1991          |
| (5597) Warren | 5 de agosto de 1991          |
| (5598) Carlmurray | 8 de agosto de 1991          |
| (5642) Bobbywilliams | 27 de julio de 1990          |
| (5643) Roques | 22 de agosto de 1990         |
| (5644) Maureenbell | 22 de agosto de 1990         |
| (5833) Peterson | 5 de agosto de 1991          |
| (5919) Patrickmartin | 5 de agosto de 1991          |
| (5920) 1992 SX17 | 30 de septiembre de 1992     |
| (5963) 1990 QP2 | 24 de agosto de 1990         |
| (5964) 1990 QN4 | 23 de agosto de 1990         |
| (5965) 1990 SV15 | 16 de septiembre de 1990     |
| (5971) Tickell | 12 de julio de 1991          |
| (5972) Harryatkinson | 5 de agosto de 1991          |
| (5977) 1992 TH1 | 1 de octubre de 1992         |
| (6011) Tozzi | 29 de agosto de 1990         |
| (6013) Andanike | 18 de julio de 1991          |
| (6014) Chribrenmark | 7 de agosto de 1991          |
| (6015) Paularego | 7 de agosto de 1991          |
| (6016) 1991 PA11 | 7 de agosto de 1991          |
| (6017) 1991 PY11 | 7 de agosto de 1991          |
| (6018) Pierssac | 7 de agosto de 1991          |
| (6045) 1991 RG9 | 11 de septiembre de 1991     |
| (6046) 1991 RF14 | 13 de septiembre de 1991     |
| (6069) Cevolani | 8 de agosto de 1991          |
| (6131) Towen | 27 de julio de 1990          |
| (6132) Danielson | 22 de agosto de 1990         |
| (6133) Royaldutchastro | 14 de septiembre de 1990     |
| (6134) Kamagari | 15 de septiembre de 1990     |
| (6135) Billowen | 14 de septiembre de 1990     |
| (6154) Stevesynnott | 22 de agosto de 1990         |
| (6242) 1990 OJ2 | 29 de julio de 1990          |
| (6243) Yoder | 27 de julio de 1990          |
| (6311) Porubcan | 15 de septiembre de 1990     |
| (6312) Robheinlein | 14 de septiembre de 1990     |
| (6314) 1990 SQ | 17 de septiembre de 1990     |
| (6328) 1991 NL | 12 de julio de 1991          |
| (6386) 1989 NK | 10 de julio de 1989          |
| (6394) 1990 QM | 22 de agosto de 1990         |
| (6406) 1992 MJ | 28 de junio de 1992          |
| (6407) 1992 PF | 2 de agosto de 1992          |
| (6453) 1991 NY | 13 de julio de 1991          |
| (6490) 1991 NR | 12 de julio de 1991          |
| (6491) 1991 OA | 16 de julio de 1991          |
| (6641) Bobross | 29 de julio de 1990          |
| (6648) 1991 PM | 9 de agosto de 1991          |
| (6651) 1991 RV | 10 de septiembre de 1991     |
| (6652) 1991 SJ | 16 de septiembre de 1991     |
| (6714) Montréal | 29 de julio de 1990          |
| (6715) Sheldonmarks[2] | 22 de agosto de 1990         |
| (6716) 1990 RO | 14 de septiembre de 1990     |
| (6726) Suthers | 5 de agosto de 1991          |
| (6782) 1990 SU | 16 de septiembre de 1990     |
| (6787) 1991 PF | 7 de agosto de 1991          |
| (6788) 1991 PH | 7 de agosto de 1991          |
| (6788) 1991 PH | 8 de junio de 1991           |
| (6858) 1990 ST | 16 de septiembre de 1990     |
| (6863) 1991 PX | 5 de agosto de 1991          |
| (6904) McGill | 22 de agosto de 1990         |
| (6914) Becquerel[2][4] | 3 de abril de 1992           |
| (6963) 1990 OQ | 27 de julio de 1990          |
| (6974) Solti | 27 de junio de 1992          |
| (7024) 1992 PA | 2 de agosto de 1992          |
| (7055) Fabiopagan | 31 de mayo de 1989           |
| (7057) Al-Fārābī | 22 de agosto de 1990         |
| (7058) Al-Ṭūsī | 16 de septiembre de 1990     |
| (7059) Van Dokkum | 18 de septiembre de 1990     |
| (7060) Al-'Ijliya | 16 de septiembre de 1990     |
| (7065) Fredschaaf | 2 de agosto de 1992          |
| (7085) 1991 PE | 5 de agosto de 1991          |
| (7124) Glinos | 24 de julio de 1990          |
| (7180) 1991 NG | 12 de julio de 1991          |
| (7181) 1991 PH | 7 de agosto de 1991          |
| (7183) 1991 RE | 15 de septiembre de 1991     |
| (7184) 1991 RB | 11 de septiembre de 1991     |
| (7190) 1993 GB | 15 de abril de 1993          |
| (7191) 1993 MA | 18 de junio de 1993          |
| (7194) Susanrose | 18 de septiembre de 1993     |
| (7245) 1991 RN | 10 de septiembre de 1991     |
| (7246) 1991 RP | 12 de septiembre de 1991     |
| (7286) 1990 QZ | 24 de agosto de 1990         |
| (7337) 1990 QH | 22 de agosto de 1990         |
| (7339) 1991 RA | 15 de septiembre de 1991     |
| (7411) 1990 QQ | 22 de agosto de 1990         |
| (7419) 1991 PN | 5 de agosto de 1991          |
| (7423) 1992 PT | 2 de agosto de 1992          |
| (7424) 1992 PS | 6 de agosto de 1992          |
| (7477) 1993 LC | 13 de junio de 1993          |
| (7521) 1990 QS | 24 de agosto de 1990         |
| (7523) 1991 PF | 8 de agosto de 1991          |
| (7524) 1991 RW | 14 de septiembre de 1991     |
| (7577) 1990 QV | 24 de agosto de 1990         |
| (7585) 1991 PK | 5 de agosto de 1991          |
| (7646) 1989 KE | 29 de mayo de 1989           |
| (7652) 1991 RL | 13 de septiembre de 1991     |
| (7702) 1991 PO | 5 de agosto de 1991          |
| (7759) 1990 QD | 22 de agosto de 1990         |
| (7760) 1990 RW | 14 de septiembre de 1990     |
| (7762) 1990 SY | 18 de septiembre de 1990     |
| (7768) 1991 SX | 16 de septiembre de 1991     |
| (7819) 1990 RR | 14 de septiembre de 1990     |
| (7823) 1991 PF | 7 de agosto de 1991          |
| (7827) 1992 QE | 22 de agosto de 1992         |
| (7883) 1993 GD | 15 de abril de 1993          |
| (7936) Mikemagee | 30 de julio de 1990          |
| (7937) 1990 QA | 22 de agosto de 1990         |
| (7938) 1990 SL | 17 de septiembre de 1990     |
| (7941) 1991 NE | 12 de julio de 1991          |
| (7943) 1991 PQ | 5 de agosto de 1991          |
| (7944) 1991 PR | 5 de agosto de 1991          |
| (7946) 1991 RV | 13 de septiembre de 1991     |
| (8015) 1990 QT | 24 de agosto de 1990         |
| (8016) 1990 QW | 27 de agosto de 1990         |
| (8017) 1990 RM | 15 de septiembre de 1990     |
| (8018) 1990 SW | 16 de septiembre de 1990     |
| (8027) Robertrushworth | 7 de agosto de 1991          |
| (8029) Miltthompson | 15 de septiembre de 1991     |
| (8090) 1991 RO | 15 de septiembre de 1991     |
| (8160) 1990 MG | 21 de junio de 1990          |
| (8162) 1990 SK | 16 de septiembre de 1990     |
| (8170) 1991 PZ | 7 de agosto de 1991          |
| (8172) 1991 RP | 15 de septiembre de 1991     |
| (8173) 1991 RX | 11 de septiembre de 1991     |
| (8174) 1991 SL | 17 de septiembre de 1991     |
| (8180) 1992 PY | 6 de agosto de 1992          |
| (8280) Petergruber | 7 de agosto de 1991          |
| (8281) 1991 PC | 8 de agosto de 1991          |
| (8292) 1992 SU | 30 de septiembre de 1992     |
| (8362) 1990 QM | 22 de agosto de 1990         |
| (8364) 1990 RE | 15 de septiembre de 1990     |
| (8365) 1990 RR | 15 de septiembre de 1990     |
| (8380) Tooting | 29 de septiembre de 1992     |
| (8394) 1993 TM | 13 de octubre de 1993        |
| (8494) Edpatvega | 25 de julio de 1990          |
| (8495) 1990 QV | 22 de agosto de 1990         |
| (8510) 1991 PT | 5 de agosto de 1991          |
| (8511) 1991 PY | 7 de agosto de 1991          |
| (8512) 1991 PC | 7 de agosto de 1991          |
| (8513) 1991 PK | 9 de agosto de 1991          |
| (8514) 1991 PK | 7 de agosto de 1991          |
| (8528) 1992 SC | 29 de septiembre de 1992     |
| (8655) 1990 QJ | 22 de agosto de 1990         |
| (8658) 1990 RG | 14 de septiembre de 1990     |
| (8659) 1990 SE | 17 de septiembre de 1990     |
| (8669) 1991 NS | 13 de julio de 1991          |
| (8671) 1991 PW | 5 de agosto de 1991          |
| (8673) 1991 RN | 13 de septiembre de 1991     |
| (8689) 1992 PU | 5 de agosto de 1992          |
| (8701) 1993 LG | 15 de junio de 1993          |
| (8844) 1990 QR | 24 de agosto de 1990         |
| (8845) 1990 RD | 14 de septiembre de 1990     |
| (8859) 1991 PQ | 9 de agosto de 1991          |
| (9035) 1990 SH | 16 de septiembre de 1990     |
| (9036) 1990 SJ | 17 de septiembre de 1990     |
| (9045) 1991 PG | 7 de agosto de 1991          |
| (9046) 1991 PG | 9 de agosto de 1991          |
| (9048) 1991 RD | 12 de septiembre de 1991     |
| (9049) 1991 RQ | 12 de septiembre de 1991     |
| (9050) 1991 RF | 13 de septiembre de 1991     |
| (9175) Graun | 29 de julio de 1990          |
| (9181) 1991 NP | 14 de julio de 1991          |
| (9183) 1991 OW | 18 de julio de 1991          |
| (9185) 1991 PX | 7 de agosto de 1991          |
| (9188) 1991 RM | 15 de septiembre de 1991     |
| (9332) 1990 SB | 16 de septiembre de 1990     |
| (9343) 1991 PO | 9 de agosto de 1991          |
| (9345) 1991 RA | 12 de septiembre de 1991     |
| (9347) 1991 RY | 15 de septiembre de 1991     |
| (9348) 1991 RH | 11 de septiembre de 1991     |
| (9584) Louchheim | 25 de julio de 1990          |
| (9585) 1990 QY | 28 de agosto de 1990         |
| (9586) 1990 SG | 16 de septiembre de 1990     |
| (9593) 1991 PZ | 7 de agosto de 1991          |
| (9595) 1991 RE | 13 de septiembre de 1991     |
| (9596) 1991 RC | 15 de septiembre de 1991     |
| (9608) 1992 PD | 2 de agosto de 1992          |
| (9627) 1993 LU | 15 de junio de 1993          |
| (9752) 1990 QZ | 22 de agosto de 1990         |
| (9753) 1990 QL | 28 de agosto de 1990         |
| (9754) 1990 QJ | 23 de agosto de 1990         |
| (9755) 1990 RR | 15 de septiembre de 1990     |
| (9760) 1991 PJ | 5 de agosto de 1991          |
| (9763) 1991 RU | 13 de septiembre de 1991     |
| (9846) 1990 OS | 29 de julio de 1990          |
| (9847) 1990 QJ | 25 de agosto de 1990         |
| (9849) 1990 RF | 14 de septiembre de 1990     |
| (9862) 1991 RA | 13 de septiembre de 1991     |
| (9864) 1991 RT | 13 de septiembre de 1991     |
| (9877) 1993 ST | 18 de septiembre de 1993     |
| (9946) 1990 ON | 29 de julio de 1990          |
| (9948) 1990 QB | 22 de agosto de 1990         |
| (9955) 1991 PU | 7 de agosto de 1991          |
| (10081) 1990 OW | 29 de julio de 1990          |
| (10082) 1990 OF | 29 de julio de 1990          |
| (10083) 1990 QE | 22 de agosto de 1990         |
| (10084) 1990 QC | 25 de agosto de 1990         |
| (10085) 1990 QF | 25 de agosto de 1990         |
| (10086) 1990 SZ | 16 de septiembre de 1990     |
| (10087) 1990 SG | 18 de septiembre de 1990     |
| (10096) 1991 RK | 13 de septiembre de 1991     |
| (10097) 1991 RV | 15 de septiembre de 1991     |
| (10112) 1992 OP | 31 de julio de 1992          |
| (10113) 1992 PX | 6 de agosto de 1992          |
| (10133) 1993 GC | 15 de abril de 1993          |
| (10135) 1993 LZ | 13 de junio de 1993          |
| (10307) 1990 QX | 22 de agosto de 1990         |
| (10308) 1990 QC | 28 de agosto de 1990         |
| (10309) 1990 QC | 23 de agosto de 1990         |
| (10312) 1990 QT | 23 de agosto de 1990         |
| (10314) 1990 RF | 14 de septiembre de 1990     |
| (10317) 1990 SA | 17 de septiembre de 1990     |
| (10336) 1991 PJ | 7 de agosto de 1991          |
| (10338) 1991 RB | 10 de septiembre de 1991     |
| (10339) 1991 RK | 11 de septiembre de 1991     |
| (10341) 1991 SC | 16 de septiembre de 1991     |
| (10357) 1993 SL | 19 de septiembre de 1993     |
| (10359) 1993 TU | 13 de octubre de 1993        |
| (10518) 1990 MC | 18 de junio de 1990          |
| (10519) 1990 RO | 15 de septiembre de 1990     |
| (10520) 1990 RS | 15 de septiembre de 1990     |
| (10522) 1990 SN | 18 de septiembre de 1990     |
| (10532) 1991 NA | 14 de julio de 1991          |
| (10533) 1991 PT | 5 de agosto de 1991          |
| (10534) 1991 PV | 7 de agosto de 1991          |
| (10536) 1991 RZ | 11 de septiembre de 1991     |
| (10537) 1991 RY | 15 de septiembre de 1991     |
| (10548) 1992 PJ | 2 de agosto de 1992          |
| (10754) 1990 QV | 29 de agosto de 1990         |
| (10756) 1990 SJ | 17 de septiembre de 1990     |
| (10757) 1990 SF | 18 de septiembre de 1990     |
| (10759) 1990 SX | 17 de septiembre de 1990     |
| (10783) 1991 RB | 11 de septiembre de 1991     |
| (10826) 1993 SK | 19 de septiembre de 1993     |
| (11046) 1990 OE | 30 de julio de 1990          |
| (11047) 1990 QL | 22 de agosto de 1990         |
| (11048) 1990 QZ | 29 de agosto de 1990         |
| (11049) 1990 RK | 14 de septiembre de 1990     |
| (11058) 1991 PN | 7 de agosto de 1991          |
| (11060) 1991 RA | 10 de septiembre de 1991     |
| (11065) 1991 XE | 1 de diciembre de 1991       |
| (11285) 1990 QU | 22 de agosto de 1990         |
| (11287) 1990 SX | 16 de septiembre de 1990     |
| (11291) 1991 RZ | 10 de septiembre de 1991     |
| (11310) 1993 SB | 19 de septiembre de 1993     |
| (11525) 1991 RE | 11 de septiembre de 1991     |
| (11539) 1992 PQ | 2 de agosto de 1992          |
| (11540) 1992 PV | 5 de agosto de 1992          |
| (11570) 1993 LE | 14 de junio de 1993          |
| (11879) 1990 QR | 22 de agosto de 1990         |
| (11880) 1990 QQ | 24 de agosto de 1990         |
| (11882) 1990 RA | 14 de septiembre de 1990     |
| (11883) 1990 RD | 15 de septiembre de 1990     |
| (11901) 1991 PV | 7 de agosto de 1991          |
| (11902) 1991 PZ | 5 de agosto de 1991          |
| (12268) 1990 OY | 29 de julio de 1990          |
| (12271) 1990 RC | 14 de septiembre de 1990     |
| (12293) 1991 NV | 13 de julio de 1991          |
| (12296) 1991 PL | 5 de agosto de 1991          |
| (12297) 1991 PT | 6 de agosto de 1991          |
| (12299) 1991 PV | 7 de agosto de 1991          |
| (12300) 1991 RX | 10 de septiembre de 1991     |
| (12302) 1991 RV | 13 de septiembre de 1991     |
| (12303) 1991 RB | 11 de septiembre de 1991     |
| (12321) Zurakowski | 4 de agosto de 1992          |
| (12723) 1991 PD | 7 de agosto de 1991          |
| (12724) 1991 PZ | 6 de agosto de 1991          |
| (12725) 1991 PP | 7 de agosto de 1991          |
| (12726) 1991 PQ | 7 de agosto de 1991          |
| (12730) 1991 RU | 11 de septiembre de 1991     |
| (12731) 1991 RW | 10 de septiembre de 1991     |
| (12743) 1992 PL | 2 de agosto de 1992          |
| (12754) 1993 LF | 15 de junio de 1993          |
| (13040) 1990 OB | 29 de julio de 1990          |
| (13041) 1990 OS | 25 de julio de 1990          |
| (13043) 1990 QT | 24 de agosto de 1990         |
| (13047) 1990 RJ | 15 de septiembre de 1990     |
| (13050) 1990 SY | 16 de septiembre de 1990     |
| (13054) 1990 ST | 16 de septiembre de 1990     |
| (13065) 1991 PG | 9 de agosto de 1991          |
| (13066) 1991 PM | 5 de agosto de 1991          |
| (13067) 1991 PA | 6 de agosto de 1991          |
| (13071) 1991 RT | 13 de septiembre de 1991     |
| (13072) 1991 RS | 11 de septiembre de 1991     |
| (13073) 1991 RE | 15 de septiembre de 1991     |
| (13074) 1991 RK | 15 de septiembre de 1991     |
| (13089) 1992 PH | 2 de agosto de 1992          |
| (13090) 1992 PV | 6 de agosto de 1992          |
| (13091) 1992 PT | 5 de agosto de 1992          |
| (13514) Mikerudenko | 18 de junio de 1990          |
| (13515) 1990 SG | 19 de septiembre de 1990     |
| (13524) 1991 OO | 18 de julio de 1991          |
| (13527) 1991 PJ | 7 de agosto de 1991          |
| (13528) 1991 PM | 7 de agosto de 1991          |
| (13532) 1991 RY | 11 de septiembre de 1991     |
| (13535) 1991 RS | 13 de septiembre de 1991     |
| (13536) 1991 RA | 15 de septiembre de 1991     |
| (13578) 1993 MK | 17 de junio de 1993          |
| (13944) 1990 OX | 29 de julio de 1990          |
| (13945) 1990 OH | 29 de julio de 1990          |
| (13946) 1990 OK | 27 de julio de 1990          |
| (13947) 1990 QB | 24 de agosto de 1990         |
| (13948) 1990 QB | 24 de agosto de 1990         |
| (13949) 1990 RN | 14 de septiembre de 1990     |
| (13950) 1990 RP | 14 de septiembre de 1990     |
| (13961) 1991 PV | 5 de agosto de 1991          |
| (13965) 1991 PL | 5 de agosto de 1991          |
| (13966) 1991 PR | 7 de agosto de 1991          |
| (13969) 1991 RK | 11 de septiembre de 1991     |
| (13970) 1991 RH | 13 de septiembre de 1991     |
| (14002) 1993 LW | 15 de junio de 1993          |
| (14009) 1993 TQ | 13 de octubre de 1993        |
| (14383) 1990 OY | 27 de julio de 1990          |
| (14384) 1990 OH | 24 de julio de 1990          |
| (14385) 1990 QG | 22 de agosto de 1990         |
| (14386) 1990 QN | 22 de agosto de 1990         |
| (14387) 1990 QE | 25 de agosto de 1990         |
| (14388) 1990 QO | 29 de agosto de 1990         |
| (14389) 1990 QR | 26 de agosto de 1990         |
| (14390) 1990 QP | 26 de agosto de 1990         |
| (14391) 1990 RE | 14 de septiembre de 1990     |
| (14394) 1990 SP | 18 de septiembre de 1990     |
| (14405) 1991 PE | 5 de agosto de 1991          |
| (14406) 1991 PP | 5 de agosto de 1991          |
| (14407) 1991 PQ | 5 de agosto de 1991          |
| (14408) 1991 PC | 6 de agosto de 1991          |
| (14414) 1991 RF | 13 de septiembre de 1991     |
| (14417) 1991 RN | 13 de septiembre de 1991     |
| (14418) 1991 RU | 15 de septiembre de 1991     |
| (14419) 1991 RK | 15 de septiembre de 1991     |
| (14422) 1991 SK | 16 de septiembre de 1991     |
| (14423) 1991 SM | 16 de septiembre de 1991     |
| (14442) 1992 SR | 30 de septiembre de 1992     |
| (14452) 1992 WB | 25 de noviembre de 1992      |
| (14864) 1990 QK | 23 de agosto de 1990         |
| (14866) 1990 RF | 14 de septiembre de 1990     |
| (14867) 1990 RW | 15 de septiembre de 1990     |
| (14881) 1991 PK | 5 de agosto de 1991          |
| (14882) 1991 PP | 9 de agosto de 1991          |
| (14883) 1991 PT | 7 de agosto de 1991          |
| (14884) 1991 PH | 7 de agosto de 1991          |
| (14886) 1991 RL | 11 de septiembre de 1991     |
| (14887) 1991 RQ | 15 de septiembre de 1991     |
| (15253) 1990 QA | 23 de agosto de 1990         |
| (15254) 1990 QM | 23 de agosto de 1990         |
| (15256) 1990 RD | 14 de septiembre de 1990     |
| (15280) 1991 PW | 7 de agosto de 1991          |
| (15281) 1991 PT | 7 de agosto de 1991          |
| (15283) 1991 RB | 12 de septiembre de 1991     |
| (15284) 1991 RZ | 15 de septiembre de 1991     |
| (15285) 1991 RW | 14 de septiembre de 1991     |
| (15286) 1991 RJ | 15 de septiembre de 1991     |
| (15287) 1991 RX | 12 de septiembre de 1991     |
| (15288) 1991 RN | 11 de septiembre de 1991     |
| (15302) 1992 TJ | 2 de octubre de 1992         |
| (15333) 1993 TS | 13 de octubre de 1993        |
| (15722) 1990 QV | 24 de agosto de 1990         |
| (15744) 1991 PU | 5 de agosto de 1991          |
| (15746) 1991 PN | 5 de agosto de 1991          |
| (15747) 1991 RW | 11 de septiembre de 1991     |
| (15748) 1991 RG | 11 de septiembre de 1991     |
| (15777) 1993 LF | 14 de junio de 1993          |
| (16470) 1990 OM | 29 de julio de 1990          |
| (16471) 1990 OR | 27 de julio de 1990          |
| (16472) 1990 OE | 27 de julio de 1990          |
| (16473) 1990 QF | 22 de agosto de 1990         |
| (16474) 1990 QG | 28 de agosto de 1990         |
| (16475) 1990 QS | 24 de agosto de 1990         |
| (16476) 1990 QU | 24 de agosto de 1990         |
| (16477) 1990 QH | 25 de agosto de 1990         |
| (16485) 1990 RG | 14 de septiembre de 1990     |
| (16486) 1990 RM | 14 de septiembre de 1990     |
| (16488) 1990 RX | 13 de septiembre de 1990     |
| (16490) 1990 ST | 18 de septiembre de 1990     |
| (16491) 1990 SA | 18 de septiembre de 1990     |
| (16500) 1990 SX | 16 de septiembre de 1990     |
| (16537) 1991 PF | 8 de agosto de 1991          |
| (16538) 1991 PO | 5 de agosto de 1991          |
| (16539) 1991 PY | 5 de agosto de 1991          |
| (16540) 1991 PO | 7 de agosto de 1991          |
| (16541) 1991 PW | 8 de agosto de 1991          |
| (16546) 1991 RP | 13 de septiembre de 1991     |
| (16548) 1991 RR | 10 de septiembre de 1991     |
| (16549) 1991 RE | 12 de septiembre de 1991     |
| (16550) 1991 RB | 10 de septiembre de 1991     |
| (16551) 1991 RT | 15 de septiembre de 1991     |
| (16585) 1992 QR | 23 de agosto de 1992         |
| (16591) 1992 SY | 30 de septiembre de 1992     |
| (16592) 1992 TM | 3 de octubre de 1992         |
| (16595) 1992 UU | 20 de octubre de 1992        |
| (16622) 1993 GG | 15 de abril de 1993          |
| (16629) 1993 LK | 15 de junio de 1993          |
| (16651) 1993 TS | 13 de octubre de 1993        |
| (16652) 1993 TT | 13 de octubre de 1993        |
| (17430) 1989 KF | 31 de mayo de 1989           |
| (17449) 1990 OD | 27 de julio de 1990          |
| (17450) 1990 QO | 23 de agosto de 1990         |
| (17453) 1990 RQ | 14 de septiembre de 1990     |
| (17457) 1990 SC | 16 de septiembre de 1990     |
| (17480) 1991 PE | 7 de agosto de 1991          |
| (17481) 1991 PE | 7 de agosto de 1991          |
| (17482) 1991 PY | 6 de agosto de 1991          |
| (17549) 1993 TW | 13 de octubre de 1993        |
| (18349) Dafydd | 25 de julio de 1990          |
| (18350) 1990 QJ | 22 de agosto de 1990         |
| (18351) 1990 QN | 29 de agosto de 1990         |
| (18354) 1990 RK | 15 de septiembre de 1990     |
| (18355) 1990 RN | 14 de septiembre de 1990     |
| (18356) 1990 SF | 16 de septiembre de 1990     |
| (18357) 1990 SR | 18 de septiembre de 1990     |
| (18358) 1990 SB | 16 de septiembre de 1990     |
| (18370) 1991 NS | 12 de julio de 1991          |
| (18371) 1991 PH | 7 de agosto de 1991          |
| (18372) 1991 RF | 15 de septiembre de 1991     |
| (18373) 1991 RQ | 15 de septiembre de 1991     |
| (18374) 1991 RA | 13 de septiembre de 1991     |
| (18375) 1991 RC | 13 de septiembre de 1991     |
| (18392) 1992 PT | 2 de agosto de 1992          |
| (18397) 1992 SF | 28 de septiembre de 1992     |
| (19152) 1990 OB | 27 de julio de 1990          |
| (19153) 1990 QB | 28 de agosto de 1990         |
| (19154) 1990 QX | 24 de agosto de 1990         |
| (19177) 1991 PJ | 9 de agosto de 1991          |
| (19179) 1991 RK | 12 de septiembre de 1991     |
| (19180) 1991 RK | 15 de septiembre de 1991     |
| (19206) 1992 PH | 2 de agosto de 1992          |
| (19207) 1992 QS | 24 de agosto de 1992         |
| (19987) 1990 QJ | 28 de agosto de 1990         |
| (19988) 1990 QW | 22 de agosto de 1990         |
| (20009) 1991 OY | 18 de julio de 1991          |
| (20011) 1991 PD | 5 de agosto de 1991          |
| (20013) 1991 RT | 11 de septiembre de 1991     |
| (20014) 1991 RM | 13 de septiembre de 1991     |
| (20034) 1992 PK | 2 de agosto de 1992          |
| (21041) 1990 QO | 22 de agosto de 1990         |
| (21043) 1990 RT | 15 de septiembre de 1990     |
| (21044) 1990 SE | 16 de septiembre de 1990     |
| (21045) 1990 SQ | 18 de septiembre de 1990     |
| (21046) 1990 SH | 18 de septiembre de 1990     |
| (21049) 1990 SU | 17 de septiembre de 1990     |
| (21072) 1991 PU | 5 de agosto de 1991          |
| (21077) 1991 RG | 13 de septiembre de 1991     |
| (21078) 1991 RR | 15 de septiembre de 1991     |
| (21079) 1991 RR | 11 de septiembre de 1991     |
| (21080) 1991 RD | 13 de septiembre de 1991     |
| (21081) 1991 RC | 14 de septiembre de 1991     |
| (21106) 1992 PO | 2 de agosto de 1992          |
| (21107) 1992 PZ | 4 de agosto de 1992          |
| (21152) 1993 MB | 17 de junio de 1993          |
| (22302) 1990 OG | 24 de julio de 1990          |
| (22303) 1990 QE | 23 de agosto de 1990         |
| (22304) 1990 RU | 14 de septiembre de 1990     |
| (22305) 1990 SD | 17 de septiembre de 1990     |
| (22320) 1991 PH | 8 de agosto de 1991          |
| (22323) 1991 RC | 13 de septiembre de 1991     |
| (22324) 1991 RQ | 10 de septiembre de 1991     |
| (22325) 1991 RE | 14 de septiembre de 1991     |
| (23484) 1991 NC | 12 de julio de 1991          |
| (23488) 1991 PF | 7 de agosto de 1991          |
| (23489) 1991 PU | 7 de agosto de 1991          |
| (23491) 1991 RX | 13 de septiembre de 1991     |
| (23492) 1991 RA | 14 de septiembre de 1991     |
| (23494) 1991 SE | 16 de septiembre de 1991     |
| (23510) 1992 PA | 4 de agosto de 1992          |
| (23511) 1992 PB | 4 de agosto de 1992          |
| (23512) 1992 PC | 6 de agosto de 1992          |
| (23513) 1992 PZ | 2 de agosto de 1992          |
| (24690) 1990 QX | 29 de agosto de 1990         |
| (24691) 1990 RH | 14 de septiembre de 1990     |
| (24694) 1990 SZ | 18 de septiembre de 1990     |
| (24702) 1991 OR | 18 de julio de 1991          |
| (24710) 1991 PX | 6 de agosto de 1991          |
| (24714) 1991 RT | 10 de septiembre de 1991     |
| (24715) 1991 RZ | 15 de septiembre de 1991     |
| (24716) 1991 RB | 14 de septiembre de 1991     |
| (24720) 1991 SV | 16 de septiembre de 1991     |
| (24784) 1993 TV | 13 de octubre de 1993        |
| (26100) 1990 QL | 29 de agosto de 1990         |
| (26103) 1990 SC | 18 de septiembre de 1990     |
| (26111) 1991 OV | 18 de julio de 1991          |
| (26112) 1991 PG | 8 de agosto de 1991          |
| (26113) 1991 PL | 8 de agosto de 1991          |
| (26115) 1991 RG | 15 de septiembre de 1991     |
| (26116) 1991 RW | 13 de septiembre de 1991     |
| (26117) 1991 RX | 11 de septiembre de 1991     |
| (26124) 1992 PG | 2 de agosto de 1992          |
| (26831) 1990 OC | 27 de julio de 1990          |
| (26833) 1990 RE | 14 de septiembre de 1990     |
| (26834) 1990 RM | 14 de septiembre de 1990     |
| (26838) 1991 RC | 11 de septiembre de 1991     |
| (26839) 1991 RC | 12 de septiembre de 1991     |
| (26853) 1992 UQ | 20 de octubre de 1992        |
| (27722) 1990 OB | 29 de julio de 1990          |
| (27725) 1990 QF | 23 de agosto de 1990         |
| (27726) 1990 QM | 29 de agosto de 1990         |
| (27730) 1990 QU | 26 de agosto de 1990         |
| (27731) 1990 RK | 14 de septiembre de 1990     |
| (27754) 1991 PP | 5 de agosto de 1991          |
| (27755) 1991 PD | 7 de agosto de 1991          |
| (27756) 1991 PS | 6 de agosto de 1991          |
| (27757) 1991 PO | 7 de agosto de 1991          |
| (27759) 1991 RE | 13 de septiembre de 1991     |
| (27761) 1991 RL | 13 de septiembre de 1991     |
| (27762) 1991 RD | 15 de septiembre de 1991     |
| (27763) 1991 RN | 15 de septiembre de 1991     |
| (29170) 1990 OA | 27 de julio de 1990          |
| (29171) 1990 QK | 28 de agosto de 1990         |
| (29172) 1990 QL | 23 de agosto de 1990         |
| (29173) 1990 QW | 24 de agosto de 1990         |
| (29178) 1990 RW | 13 de septiembre de 1990     |
| (29206) 1991 PX | 7 de agosto de 1991          |
| (29209) 1991 RV | 12 de septiembre de 1991     |
| (29211) 1991 RY | 15 de septiembre de 1991     |
| (29303) 1993 TO | 11 de octubre de 1993        |
| (30811) 1990 OD | 29 de julio de 1990          |
| (30812) 1990 OZ | 25 de julio de 1990          |
| (30815) 1990 QH | 22 de agosto de 1990         |
| (30816) 1990 QA | 29 de agosto de 1990         |
| (30818) 1990 RH | 14 de septiembre de 1990     |
| (30820) 1990 RU | 15 de septiembre de 1990     |
| (30823) 1990 SY | 16 de septiembre de 1990     |
| (30846) 1991 PJ | 9 de agosto de 1991          |
| (30848) 1991 RZ | 14 de septiembre de 1991     |
| (30849) 1991 RE | 14 de septiembre de 1991     |
| (30880) 1992 PC | 2 de agosto de 1992          |
| (30884) 1992 SL | 30 de septiembre de 1992     |
| (30915) 1993 GF | 15 de abril de 1993          |
| (30926) 1993 TL | 14 de octubre de 1993        |
| (32798) 1990 OA | 29 de julio de 1990          |
| (32799) 1990 QN | 22 de agosto de 1990         |
| (32801) 1990 RF | 15 de septiembre de 1990     |
| (32803) 1990 SR | 18 de septiembre de 1990     |
| (32804) 1990 SO | 17 de septiembre de 1990     |
| (32805) 1990 SM | 18 de septiembre de 1990     |
| (32819) 1991 PM | 8 de agosto de 1991          |
| (32820) 1991 PU | 8 de agosto de 1991          |
| (32822) 1991 RB | 15 de septiembre de 1991     |
| (32848) 1992 MD | 29 de junio de 1992          |
| (32856) 1992 SA | 30 de septiembre de 1992     |
| (35077) 1990 OT | 30 de julio de 1990          |
| (35082) 1990 RJ | 14 de septiembre de 1990     |
| (35085) 1990 SL | 16 de septiembre de 1990     |
| (35101) 1991 PL | 7 de agosto de 1991          |
| (35103) 1991 RZ | 15 de septiembre de 1991     |
| (35104) 1991 RP | 11 de septiembre de 1991     |
| (35105) 1991 RP | 15 de septiembre de 1991     |
| (35131) 1992 PE | 2 de agosto de 1992          |
| (35132) 1992 PY | 2 de agosto de 1992          |
| (35175) 1993 TJ | 10 de octubre de 1993        |
| (35176) 1993 TK | 10 de octubre de 1993        |
| (37574) 1990 QE | 25 de agosto de 1990         |
| (37576) 1990 QW | 24 de agosto de 1990         |
| (37577) 1990 RG | 14 de septiembre de 1990     |
| (37578) 1990 RY | 15 de septiembre de 1990     |
| (37581) 1990 SU | 16 de septiembre de 1990     |
| (37590) 1991 RA | 13 de septiembre de 1991     |
| (37605) 1992 PN | 2 de agosto de 1992          |
| (39533) 1990 QD | 28 de agosto de 1990         |
| (39534) 1990 RK | 14 de septiembre de 1990     |
| (39560) 1992 PM | 2 de agosto de 1992          |
| (42488) 1991 RN | 11 de septiembre de 1991     |
| (42489) 1991 RL | 13 de septiembre de 1991     |
| (42499) 1992 PE | 6 de agosto de 1992          |
| (42513) 1993 SH | 18 de septiembre de 1993     |
| (43788) 1990 RB | 14 de septiembre de 1990     |
| (43799) 1991 PZ | 7 de agosto de 1991          |
| (43800) 1991 PP | 5 de agosto de 1991          |
| (43801) 1991 PL | 8 de agosto de 1991          |
| (43802) 1991 PY | 10 de agosto de 1991         |
| (43805) 1991 RQ | 13 de septiembre de 1991     |
| (43807) 1991 RC | 13 de septiembre de 1991     |
| (43808) 1991 RF | 13 de septiembre de 1991     |
| (43809) 1991 RE | 13 de septiembre de 1991     |
| (43810) 1991 RJ | 14 de septiembre de 1991     |
| (43811) 1991 RA | 11 de septiembre de 1991     |
| (43812) 1991 RJ | 13 de septiembre de 1991     |
| (43823) 1992 SV | 29 de septiembre de 1992     |
| (43824) 1992 SY | 30 de septiembre de 1992     |
| (46552) 1990 RM | 14 de septiembre de 1990     |
| (46564) 1991 RA | 10 de septiembre de 1991     |
| (46565) 1991 RF | 15 de septiembre de 1991     |
| (46566) 1991 RW | 11 de septiembre de 1991     |
| (46567) 1991 RV | 11 de septiembre de 1991     |
| (46569) 1991 SY | 16 de septiembre de 1991     |
| (48446) 1990 RB | 14 de septiembre de 1990     |
| (48454) 1991 PP | 5 de agosto de 1991          |
| (48455) 1991 PK | 5 de agosto de 1991          |
| (48459) 1991 RO | 13 de septiembre de 1991     |
| (48460) 1991 RH | 13 de septiembre de 1991     |
| (48463) 1991 RH | 13 de septiembre de 1991     |
| (48464) 1991 RA | 15 de septiembre de 1991     |
| (48465) 1991 RS | 14 de septiembre de 1991     |
| (48466) 1991 RY | 12 de septiembre de 1991     |
| (48542) 1993 TN | 14 de octubre de 1993        |
| (52286) 1990 QT | 22 de agosto de 1990         |
| (52287) 1990 QP | 23 de agosto de 1990         |
| (52299) 1991 NJ | 12 de julio de 1991          |
| (52302) 1991 RL | 12 de septiembre de 1991     |
| (52303) 1991 RU | 10 de septiembre de 1991     |
| (52304) 1991 RB | 12 de septiembre de 1991     |
| (52305) 1991 RR | 10 de septiembre de 1991     |
| (52306) 1991 RF | 14 de septiembre de 1991     |
| (52401) 1993 SS | 19 de septiembre de 1993     |
| (55741) 1990 QZ | 22 de agosto de 1990         |
| (55752) 1991 PD | 7 de agosto de 1991          |
| (55754) 1991 RP | 13 de septiembre de 1991     |
| (55792) 1993 SV | 18 de septiembre de 1993     |
| (58166) 1990 OF | 29 de julio de 1990          |
| (58167) 1990 QM | 28 de agosto de 1990         |
| (58169) 1990 SD | 18 de septiembre de 1990     |
| (58173) 1990 SS | 16 de septiembre de 1990     |
| (58174) 1990 SZ | 20 de septiembre de 1990     |
| (58175) 1990 SE | 17 de septiembre de 1990     |
| (58176) 1990 SN | 17 de septiembre de 1990     |
| (58265) 1993 TJ | 14 de octubre de 1993        |
| (65682) 1990 QU | 24 de agosto de 1990         |
| (65683) 1990 QW | 29 de agosto de 1990         |
| (65684) 1990 QY | 29 de agosto de 1990         |
| (65691) 1991 PT | 7 de agosto de 1991          |
| (69315) 1992 UR | 20 de octubre de 1992        |
| (69329) 1993 GH | 15 de abril de 1993          |
| (73683) 1990 RV | 14 de septiembre de 1990     |
| (73684) 1990 SV | 16 de septiembre de 1990     |
| (73694) 1991 RL | 15 de septiembre de 1991     |
| (73695) 1991 RL | 11 de septiembre de 1991     |
| (73696) 1991 RQ | 14 de septiembre de 1991     |
| (73697) 1991 RT | 12 de septiembre de 1991     |
| (73714) 1992 SW | 30 de septiembre de 1992     |
| (79137) 1991 PD | 6 de agosto de 1991          |
| (85176) 1990 RP | 15 de septiembre de 1990     |
| (85177) 1990 SE | 18 de septiembre de 1990     |
| (85187) 1991 PC | 7 de agosto de 1991          |
| (85188) 1991 PK | 7 de agosto de 1991          |
| (85193) 1991 RD | 14 de septiembre de 1991     |
| (85254) 1993 TG | 14 de octubre de 1993        |
| (90719) 1991 RZ | 13 de septiembre de 1991     |
| (90720) 1991 RS | 14 de septiembre de 1991     |
| (90721) 1991 RC | 13 de septiembre de 1991     |
| (96184) 1990 QH | 28 de agosto de 1990         |
| (100020) 1990 QH4 | 23 de agosto de 1990         |
| (100035) 1991 PO8 | 5 de agosto de 1991          |
| (100036) 1991 PM14 | 6 de agosto de 1991          |
| (100038) 1991 RD13 | 13 de septiembre de 1991     |
| (100039) 1991 RO16 | 15 de septiembre de 1991     |
| (100040) 1991 RQ17 | 11 de septiembre de 1991     |
| (100042) 1991 SJ2 | 16 de septiembre de 1991     |
| (118174) 1991 RO | 12 de septiembre de 1991     |
| (120457) 1990 QZ | 28 de agosto de 1990         |
| (129460) 1992 PW | 6 de agosto de 1992          |
| - [1] en colaboración con Norman G. Thomas - [2]en colaboración con David H. Levy - [3]en colaboración con Jeffery A. Brown - [4] en colaboración con Carolyn S. Shoemaker |                              |

Henry E. Holt (1929-2019) fue un astrónomo estadounidense que trabajó en la Universidad del Norte de Arizona y el Servicio Geológico de los Estados Unidos y que descubrió innumerables asteroides. Fue uno de los codescubridores de los cometas periódicos 121P/Shoemaker-Holt, 127P/Holt-Olmstead y 128P/Shoemaker-Holt.
El asteroide (4435) Holt fue nombrado en su honor.